# Gilów (Neder-Silezië)
Gilów (Duits: Girlachsdorf) is een dorp in de Poolse woiwodschap Neder-Silezië. De plaats maakt deel uit van de gemeente Niemcza en telt 700 inwoners.

## Geboren in Gilów
- Katja Ebstein (1945), Duitse zangeres en actrice